# Thaumatodon multilamellata
Thaumatodon multilamellata é uma espécie de gastrópode  da família Endodontidae.
Apenas pode ser encontrada nas Ilhas Cook.